# Pío del Río-Hortega

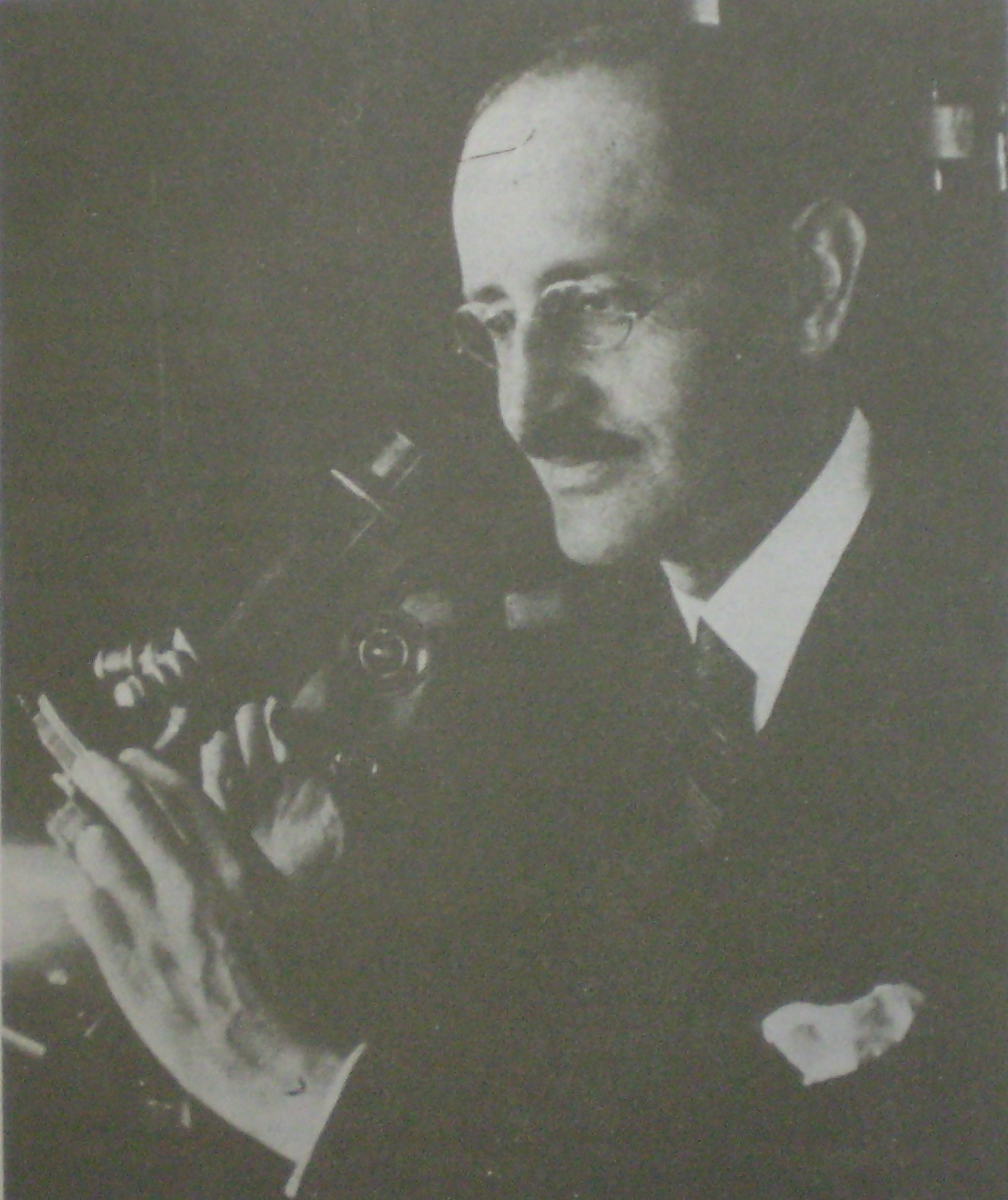
Pío del Río-Hortega w 1924 roku

Pío del Río-Hortega (ur. 5 maja 1882 w Portillo, zm. 1 czerwca 1945 w Buenos Aires) – hiszpański lekarz neurolog, neuroanatom i neuropatolog, jeden z czołowych przedstawicieli hiszpańskiej szkoły neurologicznej.

## Życiorys
Urodził się w małej miejscowości Portillo w prowincji Valladolid jako syn Juana del Río i Dolores Ortega. Uczęszczał do szkoły w stolicy prowincji i odbył kilka kursów rysunku w szkole plastycznej, a w 1899 podjął studia medyczne na Uniwersytecie w Valladolid. Jego nauczycielem był Leopoldo López García. W 1909 roku wyjechał do Madrytu na studia doktoranckie. Jego dysertacja doktorska Etiología y anatomía patológica de los tumores del encéfalo dotyczyła guzów mózgu. W 1912 rozpoczął pracę w laboratorium Francisco Tello, potem u Nicolása Achúcarro. Po wybuchu wojny domowej w 1936, wyemigrował najpierw do Paryża, gdzie przez rok pracował w Hôpital de la Pitié, a potem jako kierownik Laboratory of Neuropathology of the Department of Surgery at the Radcliffe Infirmary Uniwersytetu w Oksfordzie. Po wybuchu II wojny światowej zdecydował się wyjechać do Argentyny. Tam oferowano mu własny instytut, Instituto de Investigaciones Histológicas e Histopatológicas, którym kierował do śmierci w 1945 roku.
Komórki mikrogleju bywają nazywane komórkami Hortegi.